# Lucian Truscott

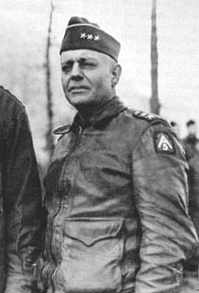
Generalul american Lucian Truscott.

Lucian King Truscott, Jr. (n. 9 ianuarie 1895 – d. 12 septembrie 1965) a fost un general american, unul dintre principalii comandanți militari americani din timpul celui de-al doilea război mondial. 
1. ↑  Lucian Truscott, SNAC, accesat în 9 octombrie 2017
2. ↑  Lucian King Truscott, Find a Grave, accesat în 9 octombrie 2017
3. ↑   https://ancexplorer.army.mil/publicwmv/index.html#/arlington-national/ Lipsește sau este vid: |title= (ajutor)